# Juliane Pappritz
Juliane (Julie) Caroline Auguste Pappritz, verh. Zelter, auch Zelter-Pappritz (* 28. Mai 1767 in Berlin; † 16. März 1806 ebenda), war eine deutsche Sängerin, Mitbegründerin der Berliner Singakademie und Noten-Kopistin.

## Leben
Juliane Pappritz war die Tochter des Oberfinanzrats Ludwig Friedrich Pappritz (1719–1782) und der Johanna Sophie geb. Block. Ihre Schwester war Sidonie Voitus.
Juliane Pappritz war, wie ihre Schwester, Mitbegründerin der Berliner Singakademie und bis zu ihrem Tod dortiges Mitglied, zunächst im Stimmfach Alt, später als Sopranistin. Ihre Stimme und ihr berührender Gesangsvortrag wurden von den Zeitgenossen sehr geschätzt.
Sie erhielt ihren Gesangsunterricht bei Carl Friedrich Christian Fasch und Carl Friedrich Zelter, den sie 1796 heiratete und der als Witwer neun Kinder in die Ehe einbrachte. Zuvor (nach 1793) war sie Kammerfrau der Prinzessin Friederike von Preußen. Nach ihrer Heirat trat Julie Zelter weiterhin als Solistin mit der Berliner Singakademie sowie in öffentlichen Konzerten mit von Zelter für sie geschriebenen Gesangspartien auf. Nur wenige Wochen nach einem erfolgreichen Konzert starb sie, noch nicht ganz 39-jährig, bei der Geburt ihres dritten Kindes, das ebenfalls starb. Johann Gottfried Schadow schuf eine Büste Julie Zelters (Marmor, 1807), sein Sohn Wilhelm von Schadow porträtierte sie als Heilige Cäcilie (Schutzpatronin der Musik); auch die Malerin Susanne Henry schuf ein Porträtgemälde.